# Pfarrkirche Eisenstadt-St. Georgen

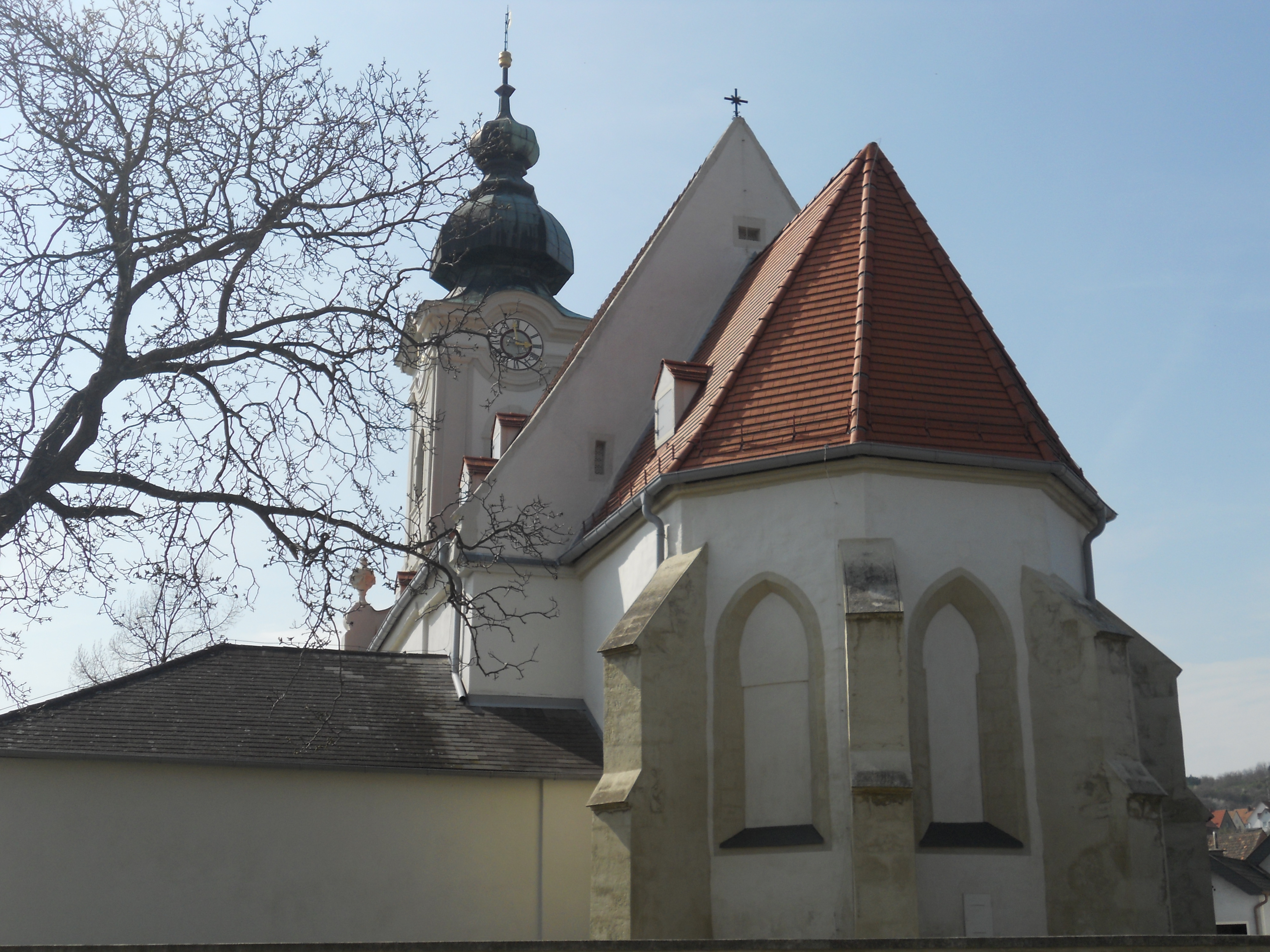
Kath. Pfarrkirche hl. Georg in Sankt Georgen am Leithagebirge in Eisenstadt

Die römisch-katholische Pfarrkirche Eisenstadt-St. Georgen steht in erhöhter Lage am nordöstlichen Ortsende von Sankt Georgen am Leithagebirge in der Stadtgemeinde Eisenstadt im Burgenland. Die Pfarrkirche hl. Georg gehört zum Dekanat Eisenstadt-Rust in der Diözese Eisenstadt. Die Kirche steht unter Denkmalschutz (Listeneintrag).

## Geschichte
Eine Pfarre wurde 1437 urkundlich genannt. Die Kirche war zeitweise evangelisch. Ein Vorgängerturm über dem Chor ist im 17. Jahrhundert überliefert.

## Architektur
Die Kirche ist mit einem alten Friedhof mit einer Wehrmauer umgeben.

### Kirchenäußeres
Der spätgotische Kirchenbau hat am Chor einfach abgetreppte Strebepfeiler. Der mächtige vorgesetzte Westturm trägt einen Zwiebelhelm. Eine 1780 vorgeblendete Giebelfassade hat zwei Strebepfeiler und trägt Vasen. Das Westportal hat eine spitze Verdachung und zeigt plastische Blütengehänge. Das Portal in der Turmvorhalle ist spitzbogig und hat eine dreifach gekehlte Leibung. Im Süden ist ein Sakristeianbau.

### Kircheninneres
Das sechsjochige Langhaus hat fünf Joche unter einem spätgotischen Netzrippengewölbe auf Wandpfeilern mit halbrunden Diensten und zeigt einen runden und vier wappenförmige Schlusssteine. Das östlichste Joch ist barock unter einem Stichkappentonnengewölbe. Die Empore ist breit über zwei Joche und hat spitzbogige Arkaden, ein Joch hat ein Kreuzgewölbe mit original bemalten Rippen, ein Joch hat eine Flachdecke auf zwei Stützen.
Der Triumphbogen ist rundbogig und hat eine breite Kehle im Übergang vom Langhaus zum Chor. Der lange tonnengewölbte Chor schließt rund ab.
Die Wandmalerei Jüngstes Gericht und Krönung Mariens aus 1623 wurde 1977 restauriert. Die neobarocke Glasmalerei ist aus dem vierten Viertel des 19. Jahrhunderts.

## Ausstattung
Der Hochaltar trägt auf einer Steinmensa einen freistehenden Tabernakel aus 1710 mit einer gewölbten Tür zwischen gedrehten Säulchen und seitlich Engel und einem Thronus mit Baldachin. Der Tabernakel wurde um 1783 von den Franziskanern in Eisenstadt hierher übertragen und verändert. Das Altarbild hl. Georg mit Engeln in einem schwarzen Rahmen mit Zopfzier an der Apsiswand malte der Eisenstädter Maler Laurenz Lust (1783).
Die 1975 für die Filialkirche Grimmenstein errichtete Orgel wurde 2022 hierher nach Eisenstadt-St. Georgen übertragen.